# Mandingo (attore pornografico)
Mandingo, pseudonimo di Frederick Lamont (Mississippi, 25 febbraio 1975), è un attore pornografico e regista statunitense.

## Carriera
Mandingo è entrato nell'industria pornografica nel 1998 È stato inserito nel 2011 nella Urban X Award Hall of Fame e nel 2017 nella AVN Hall of Fame.

## Riconoscimenti
- AVN Awards
  - 2014 – Best Boy/Girl Sex Scene per Mandingo Massacre 6 con Riley Reid[4]
  - 2017 – Hall Of Fame - Video Branch[5]